# Gherghești (okręg Vaslui)
Gherghești – wieś w Rumunii, w okręgu Vaslui, w gminie Gherghești. W 2011 roku liczyła 983 mieszkańców.